# François Mathy
François Mathy (31 dicembre 1944) è un cavaliere belga.

## Palmarès

### Olimpiadi
- 2 medaglie:
  - 2 bronzi (Montréal 1976 nel salto individuale; Montréal 1976 nel salto a squadre)